# Undisputed II: Last Man Standing
Undisputed II: Last Man Standing is een Amerikaanse actiefilm uit 2006 geregisseerd door Isaac Florentine. De film is het vervolg op de boksfilm Undisputed uit 2002. Michael Jai White vertolkt de ex-bokser George "Iceman" Chambers, een rol die oorspronkelijk door Ving Rhames in de eerste film werd gespeeld. 

## Verhaal
Voormalig bokskampioen George "Iceman" Chambers bezoekt Rusland voor een reeks bokswedstrijden, waar hij vervolgens onterecht wordt opgepakt voor het bezit van cocaïne en opnieuw naar de gevangenis wordt gestuurd. Daar ontdekt hij een reeks illegale mixed martial arts-wedstrijden die worden gedomineerd door gevangene Yuri Boyka. De gevangenisbeambten organiseren deze gevechten en zetten grote weddenschappen in om persoonlijke winst te maken, vaak ten koste van de vechters. Gaga, de maffioso die de gevangenis bestuurt, maakt zich zorgen: Boyka vindt geen tegenstander van zijn maat, gokkers storten hun geld te gemakkelijk. Hij wil een gevecht opzetten tussen Boyka en Chambers.

## Rolverdeling
- Michael Jai White - George Chambers
- Scott Adkins - Yuri Boyka
- Eli Danker - Crot
- Ben Cross - Steven Parker
- Mark Ivanir - Gaga
- Ken Lerner - Phil